# زيليون (فثيوتيس)

زيليون (Ζέλιον) هي مدينة في فثيوتيس في مقاطعة كينتريكي إلادا في اليونان.
يبلغ عدد سكانها حوالي 743   نسمة.